# 台中市公車700路
台中市公車700路，目前行駛自翁子保養廠經豐原東站、新惠生醫院、臺中州廳、臺中車站到新建國市場，此路線大部分行駛於崇德路，在豐原區行經的是圓環西、北路，而非12路行經的中正路。本路線全線配置電動低地板公車。本路線原為701路，2022年7月1日配合幹線公車通車，路線改為700路，為崇德幹線。

## 歷史
- 2019年4月29日：701路通車[5]。
- 2019年9月1日：增設「水源愛國街口」、「圓環西豐社路口」。
- 2020年10月：原豐原端行駛動線「圓環南路-中興路-成功路-西勢路」改由「圓環南路-中山路-成功路-西勢路」行駛，並增設「圓環南中興路口」、「圓環南中山路口」、「豐原分局」3站。[6]
- 2022年2月18日 開始實施 701路公車行駛路線調整 「中山路-成功路-西勢路」調整為「中山路-大明路-西勢路」
  - 新增停靠：「輸配電」站、「大明合作76巷口」站、「大明西勢路口」站
  - 取消停靠：「西勢成功路口」站
- 2022年7月1日：配合幹線公車通車[7][8][9][4]，路線改為700路崇德幹線「翁子保養廠－臺中洲際棒球場－新建國市場」[10]。
- 2024年5月20日：調整發車時刻。[11]

## 路線基本資料
往綠空鐵道（復興東路）共80站，往翁子保養廠共66站。
去程：自翁子國小起，沿豐原區豐勢路二段、富陽路、水源路、豐東路、豐勢路一段、豐陽路、向陽路、南村路、水源路、圓環東路、圓環北路二、一段、圓環西路、圓環南路、中山路、成功路、西勢路、神岡區承德路、崇德路、潭子區崇德路五、四段、北屯區崇德路三、二、一段、北區崇德路一段、錦南街、雙十路二段、精武路、三民路二段、西區民權路、中區建國路、東區南京路、進德路、樂業一路、樂業南路、樂業二路到新建國市場1號門。
回程：自綠空鐵道（復興東路）起，沿樂業二路、進德路，經過臺中產業故事館後動線與去程相反，經過大楓樹福德祠後，續沿豐原區豐勢路一、二段到翁子保養廠(終點站)。

### 停站
- 參見右側路線圖[2]。

### 班距說明
- 起迄點服務時間：
  - 翁子國小：05:30 ~ 21:30
  - 綠空鐵道（復興東路）：07:00 ~ 22:30
- 班距：
  - 平日尖峰時段（05:30~06:00；16:00~17:00）：每10~20分鐘一班
  - 平日離峰時段及假日：每10~30分鐘一班

### 收費
- 依里程計費；臺中市民刷電子票證享10公里免費。